# Pojo (plaats)
Pojo (Quechua: Puqu) is een plaats in het departement Cochabamba, Bolivia. Het is de hoofdplaats van de gelijknamige gemeente, gelegen in de Carrasco provincie. 
In de gemeente Pojo spreekt 96,9 procent van de bevolking Quechua.

## Bevolking
| Jaar | Populatie |
| ---- | --------- |
| 1992 | 505       |
| 2001 | 706       |
| 2012 | 584       |